# Auto-guérison
L'auto-guérison fait référence au processus de récupération (généralement de perturbations psychologiques, de traumatismes, etc.), motivé et guidé par le patient, souvent uniquement par l'instinct. Un tel processus rencontre des succès divers en raison de son caractère amateur, bien que l'auto-motivation soit un atout majeur. La valeur de l'auto-guérison réside dans sa capacité à être adaptée à l'expérience unique et aux exigences de l'individu. Le processus peut être aidé et accéléré avec des techniques d'introspection telles que la méditation.

## Les différentes significations de l'auto-guérison ou
L'auto-guérison est la phase ultime de la Gestalt-thérapie.
L'auto-guérison peut faire référence à des processus automatiques et homéostatiques du corps qui sont contrôlés par des mécanismes physiologiques inhérents à l'organisme. Les troubles de l'esprit et l'absence de foi peuvent s'auto-guérir.
Au sens figuré, les propriétés d'auto-guérison peuvent être attribuées à des systèmes ou à des processus qui, par nature ou par conception, tendent à corriger toute perturbation qui leur est apportée. Comme la régénération de la peau après une coupure ou une égratignure, ou d'un membre entier. La partie lésée (le corps vivant) répare elle-même la partie endommagée.
Au-delà des capacités réparatrices innées du corps physique, de nombreux facteurs de nature psychologique peuvent influencer l'auto-guérison. Hippocrate, considéré par beaucoup comme le père du traitement médical, a observé : « Le médecin doit être prêt, non seulement à faire son devoir lui-même, mais aussi à s'assurer la coopération du patient, des préposés et des externes ».
L'auto-guérison peut également être obtenue grâce à des mécanismes psychologiques délibérément appliqués. Ces approches peuvent améliorer les conditions psychologiques et physiques d'une personne. La recherche confirme que cela peut être réalisé grâce à de nombreux mécanismes, y compris la relaxation, les exercices de respiration, les exercices de fitness, l'imagerie, la méditation,, le yoga, le qigong, le tai chi, le biofeedback et diverses formes de la psychothérapie, entre autres approches.
Divers mécanismes d'auto-guérison ont été proposés, notamment:
1. Diminution des hormones de stress pouvant altérer les fonctions physiologiques en cas de stress chronique[8].
2. Diminution de la tension musculaire, qui peut aggraver ou produire des douleurs dans les muscles, les tendons et les articulations en cas de tension musculaire chronique due au stress.
3. Amélioration du sommeil qui peut être obtenue grâce à la relaxation, ce qui améliore les fonctions physiologiques.
4. Améliorations des tensions émotionnelles, de la dépression, de la colère et d'autres émotions qui peuvent autrement nuire aux relations sociales et au fonctionnement sur le lieu de travail, entraînant des cercles vicieux d'augmentation des symptômes psychologiques.

Une autre expression qui inclut souvent l'auto-guérison est l'auto-assistance . En 2013, Kathryn Schulz l'a considérée comme « une industrie de 11 milliards de dollars ».
Les programmes en douze étapes soutiennent les personnes qui se remettent de familles dysfonctionnelles et de comportements addictifs/compulsifs.

## Articles annexes
- Guérison par la foi
- Orthopathie
- Réparation de l'ADN